# Test di Wilcoxon-Mann-Whitney
Il test di Wilcoxon e il test di Mann-Whitney (anche noto come test U di Mann-Whitney) sono due dei più potenti test non parametrici per verificare, in presenza di valori ordinali provenienti da una distribuzione continua, se due campioni statistici provengono dalla stessa popolazione.
Il test di Wilcoxon e il test di Mann Whitney sono due test non parametrici diversi: il primo è per campioni non indipendenti, il secondo per campioni indipendenti.

## Test alternativi
Se si applica il test di Wilcoxon in presenza di dati per i quali si potrebbe utilizzare il test parametrico t di Student, allora la sua potenza-efficienza è attorno al 95% sia per campioni piccoli che campioni grandi.
A seconda della dimensione dei campioni, può essere preferito al test di Kolmogorov-Smirnov.

## Dichiarazione formale dell'oggetto del test
Anche se comunemente si afferma che i test W e MW sono utili per rilevare differenze nelle mediane, questo non è esattamente vero. Piuttosto MW determina la possibilità di ottenere maggiori osservazioni in una popolazione rispetto ad un'altra. L'ipotesi nulla nel test di Mann-Whitney è quella che i due campioni siano tratti da una popolazione singola, e che dunque per questa ragione le loro distribuzioni di probabilità siano eguali. L'ipotesi alternativa è che uno dei campioni sia più grande in maniera stocastica. Questo richiede che i due campioni siano statisticamente indipendenti e che le osservazioni siano almeno ordinali, o quantitative continue o discrete.
Nella formulazione più generale, si può dire che il test permette di valutare se l'ipotesi nulla che la probabilità di un'osservazione da una popolazione (X) ecceda una osservazione dalla seconda popolazione (Y) sia 0,5: P(X>Y)=0,5 rispetto all'ipotesi alternativa P(X>Y)>0,5, P(X>Y)<0,5, oppure P(X>Y)≠0,5.
Invece Wilcoxon parte dell'ipotesi che i due campioni siano dipendenti. 
Un'altra interpretazione generale alternativa è che il test stabilisce se lo stimatore di Hodges-Lehmann della differenza nella tendenza centrale tra le due popolazioni è zero. La stima di Hodges-Lehmann per questo problema a due campioni è la mediana di tutte le possibili differenze tra un'osservazione nel primo campione ed un'osservazione nel secondo campione.
Il test è a volte interpretato in termini di provare uno spostamento nella localizzazione; nonostante tutto, questa interpretazione particolare è valida soltanto quando le distribuzioni delle due popolazioni sono identiche, eccetto che per un possibile spostamento (ad.es. ƒ1(x) = ƒ2(x + δ)). 

## Assunti
1. MW: I due campioni sotto studio da parte del test sono reciprocamente indipendenti e le osservazioni all'interno di ogni campione sono indipendenti; W: I due campioni sono dipendenti;
2. Le osservazioni sono confrontabili (ad.es., per qualsiasi due osservazioni, uno può stabilire se esse siano eguali oppure se al contrario, quale delle due sia maggiore).

In aggiunta, la stretta validità delle tavole standard dei valori critici possiamo confidare sull'assunto che la funzione di distribuzione di probabilità cumulativa soggiacente di entrambi i campioni sia continua, in modo che i collegamenti siano essenzialmente impossibili. Nei casi dove questo assunto è non valido, esiste una scelta tra utilizzare procedure di aggiustamento per tenere in considerazione i nessi in un modo ragionevole ma appropriato oppure di usare tecniche computazionali come il ricampionamento.

## Calcoli s
Il test comporta il calcolo di una statistica, abitualmente chiamata U, che possiede una distribuzione nota sotto l'ipotesi nulla. Nel caso dei piccoli campioni, la distribuzione viene tabulata, ma per dimensioni dei campioni sopra ~20 esiste una buona approssimazione che usa la distribuzione normale. Alcuni libri tabulano statistiche equivalenti ad U, come la somma di ranghi in uno dei campioni, piuttosto che la stessa U.
Il test U è incluso nella maggioranza dei moderni pacchetti statistici. Viene anche facilmente calcolato a mano, specialmente per i piccoli campioni. Esistono due modi di fare questo:
Per piccoli campioni si consiglia di utilizzare un metodo diretto. Risulta molto veloce, e fornisce ragguagli sul significato della statistica U.
1. Scegliere il campione  per il quale i ranghi sembrano essere minori (L'unica ragione per fare questo è per rendere i calcoli più semplici). Denominate questo "campione 1," e chiamate l'altro campione "campione 2."
2. Prendendo ogni osservazione nel campione 1, contate il numero di osservazioni nel campione "campione 2" che sono inferiori (in valore) al "campione 1" (contate come un 1/2 per ogni osservazione che possa essere considerata uguale).
3. Il totale di queste conte è il valore U.

### Formula
Per campioni di maggiori dimensioni, si può utilizzare una formula:
1. Bisogna disporre tutte le osservazioni in una singola serie di rango . Questo implica dare un rango a tutte le osservazioni  senza dover considerare in quale campione si trovino.
2. Sommare tra loro i ranghi attribuiti alle osservazioni che provenivano dal "campione 1" . La somma dei  ranghi nel "campione 2" segue per calcolo, dal momento che la somma di tutti i ranghi equivale a  {\displaystyle {\frac {N(N+1)}{2}}}   dove "N" è il numero totale delle osservazioni.

1. U viene allora fornito da:

{\displaystyle U_{1}=R_{1}-{n_{1}(n_{1}+1) \over 2}}
dove n1 è la dimensione del campione per il "campione 1", e R1 è la somma dei ranghi nel "campione 1".
Notare che non viene specificato quale campione venga considerato il "campione 1".
Una formula egualmente valida per U è la seguente:
{\displaystyle U_{2}=R_{2}-{n_{2}(n_{2}+1) \over 2}.}
Il valore più piccolo di U1 e U2 è quello che viene utilizzato quando si consultano le tavole di significatività. La somma dei due valori viene data da
{\displaystyle U_{1}+U_{2}=R_{1}-{n_{1}(n_{1}+1) \over 2}+R_{2}-{n_{2}(n_{2}+1) \over 2}.}
Sapendo che R1 + R2 = N(N + 1)/2, si ha che la somma corrisponde a
{\displaystyle U_{1}+U_{2}={N(N+1) \over 2}-{n_{1}(n_{1}+1) \over 2}-{n_{2}(n_{2}+1) \over 2}}
{\displaystyle U_{1}+U_{2}={N^{2}+N \over 2}-{n_{1}^{2}+n_{2}^{2} \over 2}-{n_{1}+n_{2} \over 2}}
inoltre, sapendo che N = n1 + n2  si ottiene
{\displaystyle U_{1}+U_{2}={n_{1}^{2}+n_{2}^{2}+2n_{1}n_{2} \over 2}+{n_{1}+n_{2} \over 2}-{n_{1}^{2}+n_{2}^{2} \over 2}-{n_{1}+n_{2} \over 2}}
semplificando si ottiene la somma
{\displaystyle U_{1}+U_{2}=n_{1}n_{2}}
Il valore massimo di U è il prodotto delle dimensioni dei campioni per i due campioni. In questo caso, l'"altro" U sarebbe uguale a zero. La U di Mann-Whitney è equivalente all'area sotto la curva "receiver operating characteristic" che può essere prontamente calcolata
{\displaystyle AUC_{1}={U_{1} \over n_{1}n_{2}}}